# Unione Sportiva Crotone 1969-1970
Questa pagina raccoglie le informazioni riguardanti l'Unione Sportiva Crotone nelle competizioni ufficiali della stagione 1969-1970.

## Rosa
| N. |                   | Ruolo | Calciatore              |
| -- | ----------------- | ----- | ----------------------- |
|    | Italia (bandiera) | D     | Agostino Andreatini     |
|    | Italia (bandiera) |       | Andreoli                |
|    | Italia (bandiera) | D     | Giorgio Bertelli        |
|    | Italia (bandiera) | A     | Alberto Berti           |
|    | Italia (bandiera) | P     | Luciano Bertoni         |
|    | Italia (bandiera) | A     | Angelo Brunello         |
|    | Italia (bandiera) | D     | Franco Corigliano       |
|    | Italia (bandiera) | P     | Claudio Dalle Carbonare |
|    | Italia (bandiera) | A     | Loris De Carolis        |
|    | Italia (bandiera) | D     | Salvatore De Marco      |
|    | Italia (bandiera) | D     | Aurelio Gerin           |

| N. |                   | Ruolo | Calciatore         |
| -- | ----------------- | ----- | ------------------ |
|    | Italia (bandiera) | D     | Denis Pacco        |
|    | Italia (bandiera) | C     | Diego Pupo         |
|    | Italia (bandiera) | C     | Cataldo Rizzuto    |
|    | Italia (bandiera) | D     | Mauro Romagnoli    |
|    | Italia (bandiera) | A     | Ulderico Sacchella |
|    | Italia (bandiera) | D     | Michele Salvato    |
|    | Italia (bandiera) | C     | Guido Sanzone      |
|    | Italia (bandiera) | A     | Angelo Seghezza    |
|    | Italia (bandiera) | A     | Mario Tribuzio     |
|    | Italia (bandiera) | C     | Piernicola Virgili |

PRESENZE
1 - Bertoni                          (38)
2 - Andreatini                      (33)
3 - Gerin                            (24)
4 - Pupo                             (35)
5 - Bertelli                          (35)
6 - Virgili                            (30)
7 - Brunello                        (35)
8 - Sacchella                      (34)
9 - De Carolis                     (33)
10 - Seghezza                     (37)
11 - Berti                            (29)
12 - Dalle Carbonare            (1)
13 - Salvato                       (29)
14 - Andreoli                      (18)
15 - Tribuzio                      (16)
16 - Romagnoli                   (7)
17 - Corigliano                    (6)
18 - Pacco                          (4)
19 - De Marco                     (1)
20 - Rizzuto                        (1)
21 - Sansone                      (1)